# Língua sindi
O sindi (سنڌي, सिन्धी) é uma língua indo-ariana falada na província de Sinde (sudeste do Paquistão) e nos estados de Guzerate e Rajastão (no oeste da Índia), na área geográfica do vale do baixo Rio Indo, na Ásia meridional. Aproximadamente 23,5 milhões de pessoas falam o sindi no Paquistão e outros 2,5 milhões o falam na Índia, sendo que ambos os países o consideram como uma de suas línguas oficiais (ver lista de línguas nacionais da Índia).
Embora a língua seja principalmente indo-ariana, sofreu também a influência da família dravídica, o que a torna um idioma de singular importância. O sindi era inicialmente escrito em devanágari, mas desenvolveu também um alfabeto arábico modificado, com a mediação da Companhia Britânica das Índias Orientais. O governo da Índia reconhece ambas as formas de escrita.